# Copenhagen Sprint féminin 2025
Cet article concerne la compétition féminine. Pour la compétition masculine, voir Copenhagen Sprint 2025.
La 1re édition du Copenhagen Sprint féminin (officiellement Copenhagen Sprint for kvinder en danois) a lieu le 21 juin 2025. C'est la vingtième manche de l'UCI World Tour féminin 2025. 

## Équipes
| UCI Women's WorldTeams (12)- Canyon//SRAM zondacrypto - Lidl-Trek - Human Powered Health - Team SD Worx-Protime - Uno-X Mobility - Ceratizit Pro Cycling Team - Liv AlUla Jayco - Team Picnic PostNL - Roland - UAE Team ADQ - Team Visma \| Lease a Bike - AG Insurance-Soudal Team UCI Women's ProTeams (4)- Cofidis Women Team - VolkerWessels Women's Pro Cycling Team - Winspace Orange Seal - Arkéa-B&B Hotels Women Équipes féminines continentales (6)- Bepink-Imatra-Bongioanni - DAS-Hutchinson - DD Group Pro Cycling - CJ O'Shea Racing - Team Coop-Repsol - Hess Cycling Team Équipe nationale- Danemark |
| |

## Parcours
La course débute au musée des navires vikings de Roskilde, avant de se diriger vers le paysage de l'île de Seeland, en passant par les villes de Frederikssund, Hillerød et Ballerup. Le parcours entre ensuite à Copenhague pour trois tours d'un circuit d'arrivée de 10 kilomètres dans le centre-ville  L'arrivée de la course se fera à l'extérieur de la Galerie nationale du Danemark, dans le parc Østre Anlæg après 151,3 kilomètres.

## Classement final
| \| Classement général \| Classement général \| Classement général \| Classement général \| Classement général \| \| Coureuse \| Coureuse \| Pays \| Équipe \| Temps \| \| ------------------ \| ------------------ \| ------------------ \| ------------------ \| ------------------ \| |          |      |        |       |
| |          |      |        |       |
| Source : ProCyclingStats |          |      |        |       |
| Classement général |          |      |        |       |
| Coureuse | Coureuse | Pays | Équipe | Temps |

## Liste des participantes
| Légende | Légende                                                                    | Légende | Légende                                                    |
| ------- | -------------------------------------------------------------------------- | ------- | ---------------------------------------------------------- |
| Num     | Dossard de départ porté par le coureur sur ce Copenhagen Sprint            | Pos     | Position à l'arrivée de la course                          |
|         | Indique un maillot de champion national ou mondial, suivi de sa spécialité | NP      | Indique un coureur qui n'a pas pris le départ de la course |
| AB      | Indique un coureur qui n'a pas terminé la course                           | HD      | Indique un coureur qui a terminé la course hors des délais |